# Kurt Klebeck

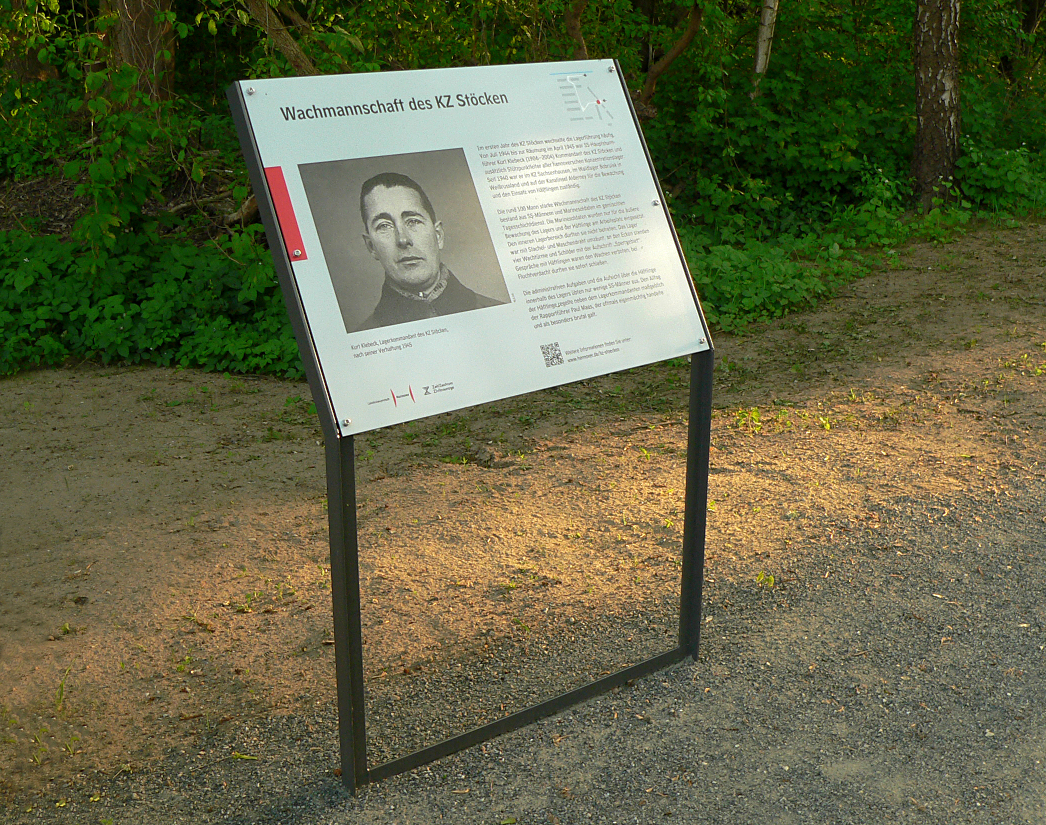
Infotafel zu Kurt Klebeck im früheren KZ-Außenlager Hannover-Stöcken

Kurt Klebeck (* 6. März 1906 in Berlin; † 5. Mai 2004 in Hamburg) war ein deutscher Hauptsturmführer der Waffen-SS und letzter Lagerkommandant des KZ-Außenlagers Hannover-Stöcken sowie Stützpunktleiter der sieben KZ-Außenlager in Hannover.

## Leben
Klebeck wuchs mit seinen drei Schwestern und ohne den früh verstorbenen Vater in Berlin auf. Er besuchte die Handelschule und machte eine kaufmännische Ausbildung. Zum 1. Mai 1933 trat er in die NSDAP ein (Mitgliedsnummer 2.594.397) und wurde SS-Mitglied (SS-Nummer 129.556). Danach erhielt er eine feste Stelle bei der Deutschen Lebensversicherung als kaufmännischer Angestellter. Nach Beginn des Zweiten Weltkrieges wurde er Ende 1939 zur Waffen-SS eingezogen und kam Anfang 1940 ins deutsch besetzte Polen. 
Ab März 1940 gehörte Klebeck zu den Wachmannschaften des KZ Sachsenhausen und ab Anfang Juli 1940 war er in Berlin beim SS-Hauptamt Haushalt und Bauten für die Konzentrationslager tätig. Seine damalige Verlobte Edith Fraede gab in einer Nachkriegsaussage im Juli 1960 an, dass Klebeck sie im Sommer 1940 für eine Anstellung im Frauenkonzentrationslager Ravensbrück geworben hatte.
1941 war Klebeck als Leiter für Arbeitseinsätze im KZ Sachsenhausen eingesetzt. 1942 war er stellvertretender Kommandant des Waldlagers Bobruisk in Weißrussland. Ab September 1942 war Klebeck stellvertretender Kommandant der SS-Baubrigade I im KZ Sachsenhausen, die ab März 1943 das KZ Alderney auf der britischen Kanalinsel Alderney bildete. Im Juli 1944 wurde Klebeck Lagerleiter des KZ-Außenlagers Hannover-Stöcken. Da er als Stützpunktleiter die sechs anderen Außenlager des KZ Neuengamme in Hannover zu beaufsichtigen hatte, lag die tatsächliche Leitung in Stöcken bei seinem Vertreter. Anfang 1945 wurde Klebeck zum SS-Hauptsturmführer befördert. 
Im April 1945 wurde er in einem Verfahren gegen ihn wegen Wachvergehens freigesprochen. Kurz vor Kriegsende gab er den Befehl, die gehfähigen Häftlinge der hannoverschen Konzentrationslager am 7. April 1945 auf einen Todesmarsch zum KZ Bergen-Belsen zu schicken. Klebeck wurde 1947 im sogenannten Ahlem-Prozess im Rahmen der Curiohaus-Prozesse wegen Verbrechen im KZ-Außenlager Hannover-Ahlem zu zehn Jahren Haft verurteilt. Nach seiner Begnadigung 1952 kam er aus der Strafanstalt Werl nach Hamburg zurück, wo er beruflich bis zu seiner Pensionierung 1972 tätig war. Klebeck war zweimal verheiratet und hatte einen Sohn, der kurz nach der Geburt verstarb.
Gegen Klebeck wurden in den Jahren 1951, 1969, 1988 und 1992/93 weitere Ermittlungsverfahren geführt, die überwiegend mangels Beweisen eingestellt wurden. Bei einem Prozess 1975 in Hamburg, bei dem er wegen Mordes an 125 Juden in Bobruisk in Weißrussland angeklagt war, wurde er freigesprochen. Ermittlungen gegen Klebeck wegen des Todes von 250 oder 350 Häftlingen auf Alderney stellte die Staatsanwaltschaft Hamburg nach seinem Tod 2004 ein.